# Resolución 143 del Consejo de Seguridad de las Naciones Unidas
La Resolución 143 del Consejo de Seguridad de las Naciones Unidas fue adoptada el 14 de julio de 1960. Después de un informe del Secretario General, actuando en virtud del Artículo 99 de la Carta y una solicitud de asistencia militar del Presidente y el primer ministro de la República del Congo (Leopoldville) para proteger su territorio, el Consejo instó a Bélgica a retirar sus tropas del territorio y autorizó al Secretario General a tomar las medidas necesarias para proporcionar al Gobierno la asistencia militar necesaria para que las fuerzas de seguridad nacionales puedan cumplir plenamente sus tareas. El Consejo solicitó al Secretario General que informara al Consejo de Seguridad oportunamente.
La resolución fue adoptada con 8 votos a favor y ninguno en contra. Francia, la República de China y el Reino Unido se abstuvieron.